# Kurtzkeho stupnice postižení
Kurtzkeho stupnice postižení, známá také jako rozšířená stupnice stavu invalidity (anglicky: Expanded Disability Status Scale, EDSS), či také jako Kurtzkeho škála, je metoda kvantifikace zdravotního postižení u pacientů s roztroušenou sklerózou (RS). Stupnice byla vyvinuta americkým neurologem Johnem F. Kurtzkem.
Kurtzkeho stupnice kvantifikuje postižení u sedmi funkčních systémů. Podle MUDr. Dany Horákové se jedná o zrak, motoriku, kmenové a mozečkové funkce, sfinktery (svěrače), senzitivní obtíže a orientační hodnocení kognitivního postižení a únavy.

## Stupně
Stupnice má rozpětí 0–10 a šířka každého intervalu je 0,5 bodu. MUDr. Petr Lenský v knize Roztroušená skleróza mozkomíšní uvádí následující stupně:
- 0 – bez potíží, neurologický nález normální
- 1 – potíže mírné nebo jen anamnestické, výkonnost intaktní, nepatrné odchylky v neurologickém nálezu
- 2 – potíže jen lehké, výkonnost dotčena minimálně, malý neurologický nález
- 3 – postižení výraznější, hybnost a výkonnost dotčena, pracovní schopnost zachována; neurologicky vyjádřeny základní příznaky nebo kombinace více lehčích příznaků
- 4 – postižení těžší, hybnost, výkonnost a pracovní schopnost omezeny, normální způsob života možný bez závislosti na pomoci druhé osoby
- 5 – postižení značné, pracovní neschopnost, chůze na kratší vzdálenost (500 metrů) samostatně možná
- 6 – hybnost omezená s pomocí hole, berle, opěrného aparátu, přesuny na krátké vzdálenosti, doma s přidržováním se o předměty, schopnost výkonu drobných prací a) bez pomoci druhé osoby, b) s pomocí druhé osoby
- 7 – hybnost velmi obtížná až nemožná, osoba je závislá na invalidním vozíku, přesuny do vozíku a jeho ovládání bez cizí pomoci, základní soběstačnost zachována
- 8 – ležící, závislost na invalidním vozíku s cizí pomocí, soběstačnost
- 9 – zcela ležící, nesoběstačný, bezmocný
- 10 – úmrtí v důsledku RS